# SMAエンタテインメント
SMAエンタテインメント (SMA Entertainment Inc.) は、2006年4月1日、SMA(ソニー・ミュージックアーティスツ)の分割・再編・統合により設立されていた芸能事務所。2009年4月1日、親会社であるSMAが他の子会社を含め再び合併。当事業所も統合された。 
アーティストマネージメントの他に、レーベル事業 (Station Kids Records) も行っていた。所属するミュージシャンの場合、必ずしもソニー・ミュージック (SMEJ) 系列のレコード会社所属とは限らなかった。

## 当時の所属アーティスト
※所属団体も当時のもの

### ミュージシャン

#### SME系列レーベル所属
- 岡崎ゆみ
- アンティック-珈琲店-

#### SME系列外レーベル所属
- 大江千里(SME→自主レーベルStation Kids Records)
- 木村カエラ(日本コロムビア)
- FUTABA
- 古川展生(日本コロムビア)

### タレント・俳優
- 徳光和夫（業務提携）
- 国生さゆり
- 奥田圭子
- 渡辺満里奈
- ジョン・カビラ
- デーブ大久保（業務提携）
- 長谷川真弓
- 水野裕子
- 倉科カナ
- 一條俊
- 茂木淳一
- 松本孝美
- 荒川れん子（フリーアナウンサー）
- 草薙厚子（経済ジャーナリスト）
- 本村由紀子（フリーアナウンサー）
- 吉田小江子（フリーアナウンサー）
- 二階堂ふみ
- フォンチー（アイドリング!!!8号）
- 酒井瞳（アイドリング!!!14号）
- 岡本みづき（半熟たまご塾）
- 木本夕貴

### モデル
- 長井梨紗
- 藤井美緒
- 本多葵